# Ataenius integricollis
Ataenius integricollis är en skalbaggsart som beskrevs av Lea 1923. Ataenius integricollis ingår i släktet Ataenius och familjen Aphodiidae. Inga underarter finns listade.